# Litauische U20-Eishockeynationalmannschaft
Die litauische U20-Eishockeynationalmannschaft vertritt den Eishockeyverband Litauens im Eishockey in der U20-Junioren-Leistungsstufe bei internationalen Wettbewerben. Ihre beste Platzierung waren sechste Plätze bei den Weltmeisterschaften der Division I 2008 und 2011.

## Geschichte
Bereits zu Zeiten der Sowjetunion gab es eine Auswahlmannschaft der litauischen Teilrepublik, die gegen Mannschaften anderer Teilrepubliken zum Beispiel im Rahmen der Wintersparkiade antrat. Als eigenständige Nationalmannschaft ging sie aus der U20-Eishockeynationalmannschaft der Gemeinschaft Unabhängiger Staaten hervor, die bei der Junioren-Weltmeisterschaft 1992 ihre letzten Spiele absolvierte und für die unter anderem Spieler aus dem heutigen Litauen spielberechtigt waren. Während des Turniers wurde die Sowjetunion in die Gemeinschaft Unabhängiger Staaten überführt und die Junioren-Nationalmannschaft spielte das Turnier als GUS zu Ende. Im Laufe des Jahres 1992 wurde die litauische U20-Nationalmannschaft gegründet, die 1993 erstmals an einer Weltmeisterschaft teilnahm.
Bis einschließlich 1998 deckte die U20-Nationalmannschaft den kompletten Juniorenbereich bei den Weltmeisterschaften ab, während die U19-Nationalmannschaft an den Junioren-Europameisterschaften teilnahm. Seit der Einführung der U18-Weltmeisterschaften 1999 vertritt die U20-Nationalmannschaft Litauens bei Weltmeisterschaften ausschließlich die Leistungsstufe der U20-Junioren.
Die litauische Juniorenauswahl musste als neues Team zunächst an der Qualifikation zur C-Weltmeisterschaft teilnehmen. Nachdem die Mannschaft ab 1995 in der C2- bzw. der D-Gruppe gespielt hatte, gelang beim Heimturnier 1998 in Kaunas und Elektrėnai erstmals der Aufstieg in die C-Gruppe und das Team wurde 2001 bei der Umstellung auf das heutige Divisionensystem in die Division II übernommen. In der Drittklassigkeit blieben die Litauer – mit Ausnahme der Weltmeisterschaft 2006 – bis 2007, als sie erstmals in die Division I aufsteigen konnten. Aber weder bei der Weltmeisterschaft 2008 noch bei den weiteren Anläufen 2011 und 2018 konnte sich das Team aus dem Baltikum in der Division I halten.

## WM-Platzierungen
- 1974–1991 – siehe Sowjetunion
- 1992 – siehe GUS
- 1993 – C-WM-Quali; 4. Platz
- 1994 – keine Teilnahme
- 1995 – C2-WM; 4. Platz
- 1996 – D-WM; 4. Platz
- 1997 – D-WM; 2. Platz
- 1998 – D-WM; 1. Platz
- 1999 – C-WM; 6. Platz
- 2000 – C-WM; 7. Platz
- 2001 – Division II; 3. Platz
- 2002 – Division II; 8. Platz
- 2003 – Division II; 4. Platz
- 2004 – Division II; 5. Platz
- 2005 – Division II; 6. Platz
- 2006 – Division III; 1. Platz
- 2007 – Division II; 1. Platz
- 2008 – Division I; 6. Platz
- 2009 – Division II, 2. Platz
- 2010 – Division II, 1. Platz
- 2011 – Division I; 6. Platz
- 2012 – Division IIA, 2. Platz
- 2013 – Division IIA, 5. Platz
- 2014 – Division IIA; 2. Platz
- 2015 – Division IIA; 2. Platz
- 2016 – Division IIA; 2. Platz
- 2017 – Division IIB; 1. Platz
- 2018 – Division IB; 6. Platz
- 2019 – Division IIA; 2. Platz
- 2020 – Division IIA; 3. Platz
- 2021 – keine Austragung
- 2022 – Division IIA; 5. Platz
- 2023 – Division IIA; 3. Platz
- 2024 – Division IIA; 2. Platz